# Chuột vú Awash
Mastomys awashensis (tên tiếng Anh: Chuột vú Awash) là một loài động vật gặm nhấm thuộc họ Chuột. Nó phân bổ ở Ethiopia. Môi trường sinh sống của loài vật này là các xavan và đất trồng trọt. Hiện nó đang bị đe dọa tuyệt chủng do mất nơi sống.